# Grossau (zámek)
Zámek Grossau se nachází ve stejnojmenné městské části Raabs an der Thaya v okrese Waidhofen an der Thaya na Moravské Dyji v rakouské spolkové zemi Dolní Rakousy.

## Historie
Na západ od osady stál nad řekou Dyje původně hrad. Ten byl poprvé v dokumentech uvedený v roce 1204. V 15. století byl opuštěný a v listině z roku 1574 je uváděn jako opuštěná pevnost.
V 16. století byl v osadě Grossau postaven vodní zámek.
V roce 1856 baron z Villa-Secca postavil hospodářské stavení, které bylo základem pro založení první zemědělské školy v Dolním Rakousku.
Dne 29. srpna 1914 byl vyprázdněný zámek ve správě "Říšské Rady Natonek" podle válečných zákonů převeden z okresního hejtmanství na Internační tábor Grossau.
Během doby převedl původní majitel zámek na majitele hradu Raabs an der Thaya, barona Robert svobodného pána von Klinger. Tato změna vlastnictví způsobila přemístění zde zařízené nemocnice do Internačního tábora Drosendorf-Zissersdorf. Mezi internované v táboře Grossau byl také bratr Jamese Joyce (1882–1941), Stanislaus Joyce (1884–1955), který sem přešel z Internačního tábora Kirchberg an der Wild.
Kolem roku 1930 byl nevyužívaný objekt opět opraven a dnes je zámek využívaný podnikatelsky.